# Боґданово (Вонґровецький повіт)
Боґданово (пол. Bogdanowo) — село в Польщі, у гміні Ґоланьч Вонґровецького повіту Великопольського воєводства.
Населення — 100 осіб (2011).
У 1975-1998 роках село належало до Пільського воєводства.

## Демографія
Демографічна структура станом на 31 березня 2011 року:
|          | Загалом | Допрацездатний вік | Працездатний вік | Постпрацездатний вік |
| -------- | ------- | ------------------ | ---------------- | -------------------- |
| Чоловіки | 47      | 7                  | 36               | 4                    |
| Жінки    | 53      | 15                 | 28               | 10                   |
| Разом    | 100     | 22                 | 64               | 14                   |